# Kliopsyllus longisetosus
Kliopsyllus longisetosus är en kräftdjursart som beskrevs av Wells, et Al. 1975. Kliopsyllus longisetosus ingår i släktet Kliopsyllus och familjen Paramesochridae. Inga underarter finns listade i Catalogue of Life.